# Felipe V Arch
Felipe V Arch är ett monument i Spanien.   Det ligger i provinsen Provincia de Málaga och regionen Andalusien, i den södra delen av landet, 400 km söder om huvudstaden Madrid. Felipe V Arch ligger 682 meter över havet.
Terrängen runt Felipe V Arch är kuperad.Runt Felipe V Arch är det glesbefolkat, med 9 invånare per kvadratkilometer. Närmaste större samhälle är Ronda, 0,46 km nordväst om Felipe V Arch. Trakten runt Felipe V Arch består i huvudsak av gräsmarker.